# چک ۲۸۴ جی‌بی
چک ۲۸۴ جی‌بی (به انگلیسی: Chak 284 GB) یک روستا در پاکستان است که در ناحیه توبه تک سینگ واقع شده‌است.